# جین ایر (فیلم ۱۹۵۶)
جین ایر (انگلیسی: Jane Eyre) یک فیلم ۶ قسمتی و اقتباسی است از رمان جین ایر نوشته که در سال ۱۹۵۶ منتشر شد.
از بازیگران آن می‌توان به استنلی بیکر اشاره کرد.